# Neuro-robotica
La neuro-robotica è la branca della robotica che cerca di riprodurre con tecnologie cibernetiche quei meccanismi di elaborazione sensoriale che consentono agli animali di acquisire informazioni dall'ambiente.
Oltre alle finalità conoscitive, tali circuiti e sistemi implementano le fondamentali funzioni di feedback necessarie alla coordinazione senso-motoria del robot.
Robot senso-evoluti trovano inoltre importante applicazione nell'attività sperimentale della modellistica biomedica quali simulatori per ricerche nelle neuroscienze e nelle scienze cognitive.